# Rhagonycha karsensis
Rhagonycha karsensis es una especie de coleóptero de la familia Cantharidae.

## Distribución geográfica
Habita en Turquía.